# Anna Vania Mello
Anna Vania Mello (Copertino, 27 febbraio 1979) è un'ex pallavolista italiana.
Giocava nel ruolo di centrale.

## Carriera
Anna Vania Mello comincia la propria carriera pallavolistica nel 1991 con la Polisportiva Carmiano, in Serie D. Esordisce nella pallavolo professionistica nella stagione 1993-94, in Serie A2, con l'Aquila Azzurra Trani, club con il quale, oltre a militare nella formazione giovanile, conquista la promozione in Serie A1, dove milita con la stessa maglia nell'annata seguente; nel 1995 fa parte della nazionale under 18 con cui vince la medaglia d'oro al campionato europeo e quella di bronzo al campionato mondiale.
Per il campionato 1995-96 gioca per la Jogging Volley Altamura, mentre nella stagione successiva viene ingaggiata dalla Pallavolo Femminile Matera, sempre in Serie A1; in questo periodo vince, con la nazionale under 19, la medaglia d'oro al campionato europeo 1996 e, con quella nazionale under 20, l'argento al campionato mondiale 1997, mentre nel 1998 ottiene le prime convocazioni nella nazionale maggiore.
Nell'annata 1998-99 fa parte del progetto federale del Club Italia; con la nazionale si aggiudica la medaglia di bronzo al campionato europeo 1999. Dopo una stagione nuovamente al club di Matera, in quella 2000-01 viene acquistata dal Volley Bergamo: resta legata alla società orobica per due annate, vincendo lo scudetto 2001-02 mentre con l'Italia si aggiudica l'argento al campionato europeo 2001 e l'oro al campionato mondiale 2002.
Nella stagione 2002-03 si trasferisce in Spagna per giocare con il Club Voleibol Tenerife, nella Superliga Femenina de Voleibol, aggiudicandosi la vittoria della Supercoppa spagnola e della Coppa della Regina, ma già nella stagione successiva è nuovamente in Italia per vestire la maglia dell'Asystel Volley di Novara, in Serie A1, con cui vince la Supercoppa italiana e la coppa nazionale: al termine del campionato decide di ritirarsi dall'attività agonistica.
Ritorna sui campi da gioco per la stagione 2008-09 ingaggiata dal Gruppo Sportivo Oratorio Pallavolo Femminile Villa Cortese, in Serie A2, ma a metà annata abbandona nuovamente la pallavolo giocata. Nella seconda metà del campionato 2014-15 gioca per il Red Volley di Vercelli, in Serie B1, per poi ritirarsi.

## Palmarès

### Club
- Campionato italiano: 1

2001-02
- Coppa della Regina: 1

2002-03
- Coppa Italia: 1

2003-04
- Supercoppa spagnola: 1

2002
- Supercoppa italiana: 1

2003

### Nazionale (competizioni minori)
- Campionato europeo under 18 1995
- Campionato mondiale under 18 1995
- Campionato europeo under 19 1996
- Campionato mondiale under 20 1997